# Tko je ovdje lud?
Tko je ovdje lud? (eng. O Brother, Where Art Thou?) je komedija braće Coen iz 2000. smještena u Mississippi u vrijeme Velike depresije (točnije u 1937.).
Film je djelomično temeljen na Homerovoj Odiseji te noveli Howarda Waldropa A Dozen Tough Jobs iz 1989.
Samim svojim izvornim naslovom, film prikazuje skrivenu referencu na drugi tip stvaranja mitova: snimanje filmova, posebno na satiru Prestona Sturgesa iz 1941., Sullivanova putovanja, u kojem se naslovni junak odlučuje snimiti strašni, društveno angažirani film nazvan O Brother, Where Art Thou?. Nakon što redatelj osjeti nevolje na svojoj koži, odlučuje da su humoristični filmovi vrijedniji nego samovažne drame. Osim toga, film braće Coen ima i ton i realni prikaz ere Velike depresije koji su isprepleteni s komičnim elementima.
U filmu nastupaju George Clooney, John Turturro, Tim Blake Nelson, John Goodman, Holly Hunter i Charles Durning. Soundtrack album s tradicionalnim američkim pjesmama osvojio je Grammy za najbolji album 2001.

## Radnja
Film govori o trojici odbjeglih zatvorenika. Ulysses Everett McGill (George Clooney), poznat kao Everett, Pete Hogwallop (John Turturro) i Delmar O'Donnel (Tim Blake Nelson) bježe s robije u potrazi za 1,2 milijuna dolara za koje Everett tvrdi da je ukrao i zakopao prije nego što je zatvoren.
Skupina se daje u potragu za blagom, a nakon što naiđu na baptističko krštenje na rijeci, Pete i Delmar se iznenada odluče krstiti. Kako se putovanje nastavlja, na kratko putuju s mladim gitaristom (stvarnim blues glazbenikom Chrisom Thomasom Kingom). On se predstavlja kao Tommy Johnson koji, nakon što su ga upitali, otkriva da je prodao dušu vragu u zamjenu za vještinu sviranja gitare. Tommy opisuje vraga riječima 'Bijel, bijel kao vi dečki... s praznim očima i dubokim glasom. Voli putovati sa starim gadnim psom.', što se podudara s opisom policajca koji progoni trojac. Ova epizoda slična je priči o stvarnom blues glazbeniku Robertu Johnsonu koji je navodno prodao dušu kako bi naučio svirati.
Njih četvorica na lokalnom radiju snimaju pjesmu "Man of Constant Sorrow", nazivajući se Soggy Bottom Boys. Iako pjesmu snimaju kako bi se dokopali nešto lakog novca, ona kasnije postaje popularna diljem države. Trio se rastaje od Tommyja nakon što im je policija otkrila auto i nastavlja putovanje. Među mnogim teškoćama s kojima se susreću, najpoznatije su putovanje autom i pljačka banke s Georgeom Nelsonom (koji mrzi da ga zovu Baby Face Nelson), susret s tri sirene koje ih zavode i uspavaju (na sličan način kao one u Odiseji), nakon čega predaju Petea u zamjenu za nagradu te prijevara od gorostasnog prodavača Biblija zvanog Big Dan. Nakon svega toga, Everett i Delmar stižu u Everettov rodni grad gdje saznaju da je njegova žena, Penny, zaručena za Vernona T. Waldripa te odbija uzeti Everetta natrag. U kinu otkrivaju da je Pete još živ, a nakon što ga kasnije spašavaju, on im kaže da je odao lokaciju blaga. Everett otkriva da blago zapravo ne postoji. Spomenuo ga je samo kako bi nagovorio njih dvojicu (s kojima je bio okovan) da pobjegne kako bi se vratio ženi. Pete se razbjesni zato što je imao još samo 12 dana robije kad je pobjegao. Umjesto toga, sada je osuđen na kaznu koja će ga zadržati u zatvoru do 1987. Iako je pobjegao drugi put, bit će prisiljen živjeti kao bjegunac do kraja života - bez blaga da to nadoknadi. Pete se tako razbjesni na Everetta da se njih dvojica potuku.
Tijekom tuče nalijeću na skupinu Ku Klux Klanovaca koja namjerava objesiti Tommyja. Preruše se i pokušaju ga spasiti. Big Dan, vođa Klana, otkriva svoj identitet i nastaje kaos. Pod kapuljačom 'Velikog čarobnjaka' otkriva se Homer Stokes, kandidat na predstojećim izborima. Trojac bježi s Tommyjem, prerezavši oslonce velikog gorućeg križa, koji pada na skupinu Klanovaca, uključujući Big Dana.
Everett nagovara Petea, Delmara i Tommyja da mu pomognu pridobiti ženu. Ušuljaju se na večeru na kojoj je i ona nazočna, prerušeni kao glazbenici. Everett pokuša nagovoriti svoju ženu da ima dobre namjere, ali ga ona odbije. Grupa počne izvoditi "Man of Constant Sorrow". Gomila ih prepozna kao Soggy Bottom Boyse i podivlja. Homer Stokes, s druge strane, prepoznaje ih kao skupinu koja je upropastila njegov linč. Počne vikati da se zaustavi glazba, na veliko negodovanje publike. Nakon što otkrije svoje poglede o bjelačkoj superiornosti, rulja ga istjera iz grada. Pappy O'Daniel, suparnički kandidat, iskorištava priliku i pohvali Soggy Bottom Boyse. Zatim ih upita je li ih nevolja sa zakonom inspirirala njihovu glazbu, a nakon što Everett odgovori potvrdno, Pappy ih nagrađuje pomilovanjem, dok se cijeli događaj snima i emitira na radiju. Penny prihvaća Everetta natrag, ali zahtjeva da on pronađe njezin izvorni prsten ako će se vjenčati. Ovaj niz događaja sličan je Odisejevom povratku na Itaku i njegovim izazovom da pridobije Penelopu od njezinih prosaca.
Skupina se daje u potragu za prstenom koji se nalazi u kolibi u dolini za koju je Everett tvrdio da je u nju sakrio blago. Po dolasku, policija naređuje njihovo uhićenje i vješanje. Everett počne prosvjedovati da im je oprošteno na radiju, ali šef policije mu odvraća kako to nije valjano. Tvrdi da, i da im je oprošteno ili nije, njihove su akcije iznad zakona, što je ljudska kreacija. Dolinu iznenada poplavljuje voda, a oni se spašavaju od vješanja. Tommy pronalazi prsten u stolu koji pluta na novonastalom jezeru te se oni vraćaju kući. No, nakon što Everett preda prsten ženi, ona mu kaže da to nije onaj pravi i ponovno počne zahtijevati da joj ga vrati. Film završava kadrom slijepog proroka koji je trojac susreo na početku filma, još na drezini.

## Glumci
- George Clooney kao Ulysses Everett McGill. Okretan i brbljav, Everett je zatvoren zato što se bavio pravom bez dozvole. Bježi iz zatvora kako bi spriječio ženu da se uda za drugog muškarca i zabrani mu viđati djecu. Ulysses je latinski oblik imena Odisej,[7] junaka Homerove Odiseje.
- Tim Blake Nelson kao Delmar O'Donnell. Delmar je dobroćudan, ali naivan. Zatvoren je zbog pljačke Piggly Wiggly supermarketa u Yazoo Cityju; isprva tvrdi da je nevin, ali kasnije priznaje zločin. Delmar kaže kako će iskoristiti Everettovih (nepostojećih) 1,2 milijuna dolara kako bi otkupio obiteljsku farmu jer vjeruje da "nisi nikakav čovjek ako nemaš zemlje."
- John Turturro kao Pete Hogwallop. Grubi, okrutni kriminalac, Pete otkriva malo toga o svojoj prošlosti. Vjeruje kako treba biti odan "svojti" čak i kad njegov rođak Wash izda skupinu. Sanja o odlasku na zapad i otvaranju otmjenog restorana gdje bi bio šef sale. Pristao je na bijeg iako se kasnije otkriva kako mu je do isteka kazne ostalo tek dva tjedna.
- John Goodman kao Daniel 'Big Dan' Teague. Big Dan je jedan od neprijatelja trojca u filmu. Predstavljajući se kao prodavač Biblija, prevari Everetta, a zatim ga opljačka. Kasnije otkriva trojcu svoj pravi identitet nakon što se oni prišuljaju skupu Ku Klux Klana. Big Dan ima jedno oko, kao i kiklop Polifem u Odiseji. Sugerira se da je lik temeljen na putujućem prodavaču Biblija koji iskorištava ženu u kratkoj priči Good Country People Flanneryja O'Connora.[8]
- Holly Hunter kao Penny McGill djevojački Wharvey. Zahtjevna žena, Penny Wharvey dosađuje Everettovo ponašanje i rastaje se od njega dok je on u zatvoru, rekavši njihovoj djeci da ga je pregazio vlak. Zaručena je za Vernona T. Waldripa, no Everett je ponovno osvaja. Njezino ime vjerojatno je preuzeto od Odisejeve žene, Penelope.
- Charles Durning kao Guverner Menelaj "Pappy" O'Daniel. Pappy O'Daniel je guverner Mississippija. Često ga se može vidjeti kako galami na svog sina i vođe kampanje, koji su prikazani kao glupani. Prvo ime Pappyja O'Daniela, Menelaj, je ime spartanskog kralja koji se borio zajedno s Odisejem u Trojanskom ratu.
- Chris Thomas King kao Tommy Johnson. Tommy Johnson je vješti blues glazbenik. On je prateći gitarist u sastavu koji Everett nesvjesno formira, Soggy Bottom Boys. Tvrdi da je prodao dušu vragu kako bi naučio svirati gitaru. Čini se da je njegov lik temeljen na stvarnom blues gitaristu istog imena.
- Daniel von Bargen kao Šerif Cooley. Šerif progoni trojac tokom cijelog filma. Na kraju ih i hvata nakon što su dobili pomilovanje na radiju; no, bez obzira na to, on ih želi objesiti. On odgovara Tommyjevu opisu vraga: njegove sunčane naočale izgledaju kao "velike prazne oči", a putuje sa psom vodičem. Nakon što mu kažu kako bi bilo nezakonito objesiti pomilovane bjegunce, on odvraća kako je "zakon ljudska institucija".
- Wayne Duvall kao Homer Stokes. Homer Stokes je drugi kandidat na predstojećim izborima za guvernera Mississippija. Putuje s maskotom patuljka, koji predstavlja "malog čovjeka", te s metlom, s kojom obećava da će "počistiti državu". On je i Veliki čarobnjak Ku Klux Klana.
- Ray McKinnon kao Vernon T. Waldrip. Vernon T. Waldrip je zaručnik Penny Wharvey. On je i direktor kampanje Homera Stokesa. Sugerira se da je njegovo ime zapravo iskrivljeno ime romanopisca Howarda Waldropa čija je novela A Dozen Tough Jobs bila jedna od inspiracija za film.[9] Ime lika može biti i aluzija na If I Forget Thee Jerusalem Williama Faulknera koji uključuje lika zvanog Vernon Waldrip.
- Michael Badalucco kao George Nelson. Mrzi kad ga zovu Baby Face Nelson (stvarni pljačkaš banki u tridesetima). Pati od manične depresije.
- Stephen Root kao Čovjek s radija. Slijepi direktor radijske postaje na kojoj je snimljen hit Soggy Botttom Boysa, "Man of Constant Sorrow".
- Lee Weaver kao Slijepi prorok. Važan lik u filmu, Slijepi prorok ishod pustolovine trojice glavnih junaka, kao i nekoliko drugih događaja.

## Južnjačka politika
Glavna tema filma je povezanost stare glazbe i političkih kampanja u južnim državama Sjedinjenih Država. Glazba se referira na običaje, institucije i običaje u kampanji bosizma i političkih reformi koji su obilježili južnjačku politiku u prvoj polovici dvadesetog stoljeća.
Ku Klux Klan, tada politička snaga bjelačkog populizma, prikazan je kako pali križeve i upušta se u svečani ples. Lik Menelaja "Pappyja" O'Daniela, guvernera Mississippija i domaćina radijske emisije 'The Flour Hour', sličan je po imenu i vladanju W. Lee "Pappyja" O'Daniela, guvernera Teksasa i kasnijeg američkog senatora. W. Lee O'Daniel se bavio proizvodnjom brašna te koristio sastav zvan Light Crust Doughbyos u svojoj radijskoj emisiji. U jednoj je kampanji nosio metlu i koristio je kao simbol reformi, obećavajući kako će pomesti pokroviteljstvo i korupciju. U sceni koja je podsjećala na film, tijekom svoje kampanje iz 2003. za guvernera Kalifornije, Arnold Schwarzenegger je držao metlu i obećavao kako će pomesti insajdere i manipulatore iz ureda.
Iako film posuđuje neke stvari iz stvarne politike, ima nekoliko očiglednih razlika između likova i povijesnih političkih osobnosti. O'Daniel iz filma kao tematsku pjesmu svoje kampanje koristi "You Are My Sunshine" (koju je snimio stvarni guverner Louisiane, James Houston "Jimmie" Davis), a Homer Stokes, kao izazivač aktualnog O'Daniela, prikazuje sebe kao "reformskog kandidata", koristeći metlu kao rekvizit.

## Glazba
Većina glazbe korištene u filmu je folk glazba iz perioda u koji je film smješten ili od ranije, uključujući folk/bluegrass pjevača iz Virginije, Ralpha Stanleyja. Pojavljuju se i pogrebne i mrtvačke pjesme, tema koja se često javlja u appalchianskoj glazbi ("Oh Death", "Lonesome Valley", "Angel Band") nasuprot veselim pjesmama ("Keep On the Sunnyside", "You Are My Sunshine") u drugim dijelovima filma.
Lik gitarista Soggy Bottom Boysa trebao je biti referenca na Roberta Johnsona, koji je poznat po tvrdnji kako je prodao dušu vragu kako bi naučio svirati gitaru. Mnogi gledatelji su smatrali kako bi Robert Johnson bilo prikladnije ime, ali je T-Bone Burnett objasnio kako lik nije trebao predstavljati Roberta Johnsona.

### Soggy Bottom Boys
Soggy Bottom Boys je izmišljeni kvartet iz ere Velike depresije iz filma Tko je ovdje lud?. Ime Soggy Bottom Boys je vjerojatno referenca na slavni bluegrass sastav Foggy Mountain Boys iz četredesetih, ali i humoristično ime dano dvojici pratećih pjevača koji su prije toga imali mokro krštenje. Hit singl Soggy Bottom Boysa je "Man of Constant Sorrow" Dicka Burnetta, pjesma koja je već postigla slavu u stvarnom životu.
Nakon objavljivanja filma, izmišljeni je sastav postao tako popularan da su stvarni glazbenici koji su stajali iza glazbe Ralph Stanley, John Hartford, Alison Krauss, Emmylou Harris, Gillian Welch, Dan Tyminski i drugi, izvodili glazbu iz filma na koncertu i filmu Down from the Mountain.
Glasovi iza Soggy Bottom Boysa su poznati bluegrass glazbenici: Dan Tyminski, kantautor iz Nashvillea Harley Allen i Pat Enright iz Nashville Bluegrass Banda. Trojac je osvojio nagradu CMA za singl godine i Grammy za najbolju country vokalnu suradnju, oboje za "Man of Constant Sorrow". Tim Blake Nelson, koji je glumio Delmara O'Donnella u filmu (jedan od Soggy Bottom Boysa) sam je pjevao glavni vokal za pjesmu "In the Jailhouse Now".
"Man of Constant Sorrow" ima pet verzija: dvije su korištene u filmu, jedna u spotu, a dvije na soundtracku. Iako je poslije filma postala slavna, pjesma se rijetko puštala na radijskim postajama te dostigla tek 35. mjesto na Billboardovoj country ljestvici singlova 2002.

## Sličnosti između filma iOdiseje
Brojne su sličnosti između Tko je ovdje lud? i Homerove Odiseje, a idu od očitog do skrivenog. Iako Coenovi isprva nisu namjeravali temeljiti film na Homerovu epu, Joel Coen je rekao:
"To nam je jednostavno palo na pamet kad smo započeli priču o nekome tko se vraća kući, a iako su sličnosti epizodne, one su se razvile u cjelinu. Priča je vrlo djelomično i neozbiljno temeljena na Odiseji."
Iako je priča u cjelini samo djelomično slična Odiseji, ima nekoliko "epizoda" koje do u detalje podsjećaju na klasični utjecaj.

#### Reference na Homera
- U sceni u kojoj Pappy O'Daniel govori o predtojećoj kampanji u restoranu, iza njegova ramena može se vidjeti Homerova bista.

Mnogi drugi likovi povezani su bez doslovnog prijevoda. Sirene koje zavode heroje su sirene koje pokušavaju zavesti Odiseja i njegove ljude. Vernon simbolizira prosce koji čekaju da se ožene Penelopom. Slijepi prorok je Tirezije, slijepi prorok duh. Postoji mnogo drugih odnosa između likova.

## Sličnosti između likova

### Sličnosti između Odiseja i Everetta
Očita je referenca s Everettovim imenom, Ulysses (latinski oblik imena Odisej). Odisej je snalažljiv i rječit, kao i Everett. Everett koristi svoju inteligenciju kako bi se izvukao iz neugodnih situacija, kao i Odisej. Za Odiseja se u nekim prijevodima kaže da je "snalažljiv čovjek" ili "taktičar". Everett jednom spominje važnost taktike, a u drugoj prilici sam sebe naziva taktičarom. Odisej se često nađe u nevolji kad zaspe na svojim putovanjima, kao i Everett, a često se budi brzo i mrmlja, "Moja kosa!"

### Sličnosti između Penelope i Penny
- Odisej je stavio Penelopinu vjernost na iskušenje pojavivši se pred njom prvi put prerušen, a Penelopa ga ne prepoznaje sve dok se on ne otkriva. Everett se pojavljuje prerušen na pozornici kad pjevaju "Man of Constant Sorrow". Penny ga ne prepoznaje sve dok joj se ne otkrije. Osim toga, prosci dolaze zaprositi Penelopu, a "prosac" dolazi pokušati i oženi Penny.

### Sličnosti između čudovišta i ostalih s kojima se susreće Odisej
- Big Dan Teague (s povezom za oko) podsjeća na kiklopa Polifema. U Odiseji, kiklop zaspi, a Odisej i njegova družina mu izvade oko užarenom cjepanicom. U filmu, Big Dan umalo ostaje slijep nakon što prema njemu počne padati šiljasta motka zastave Konferederacije, ali ju uspijeva uhvatiti, nakon čega po njemu pada goreći križ koji otpušta Everett. No, križ usmjerava motku u Teagueovo zdravo oko, čime se kompletira paralela s kiklopom.
- Sirene zavode Odiseja i njegove ljude svojim pjevanjem. U filmu, one čine isto i hipnotiziraju Everetta, Delmara i Petea i natjeraju ih da popiju raženo piće sve dok ne padnu u nesvijest. Dijele neke sličnosti s Kirkom koja je neke Odisejeve ljude pretvorila u životinje; Delmar misli da su žene vještice koje su pretvorile Petea u žabu krastaču nakon što ugleda žabu kako izlazi iz Peteove odjeće.
- Slijepi direktor radijske postaje koji snima "Man of Constant Sorrow" podsjeća na Eola. Osim toga, mogu se povući paralele i s Homerom jer je kao i on slijep te širi priču o Everettu preko njihove pjesme.

### Sličnosti u radnji

#### Sličnosti s Odisejevim putovanjem
- Crnac na drezini na pruzi vjerojatno je paralela s Nestorom, najstarijim od junaka Trojanskog rata kojem se obraća Odisejev sin Telemah. Homer ga nekoliko puta opisuje riječima 'gerenijski kočijaš': željeznička drezina može predstavljati Nestorovu kočiju. Nadalje, kao i Homerovu epu, on je slijep i bradat. No, vjerojatnije je da je to aluzija na Tirezija, koji je nagovijestio Odisejeva putovanja i patnje na povratku kući nakon što ga je Odisej posjetio u podzemlju.
- Nemilosrdni šerif vjerojatno je analogija na Hada, a njegov pas podsjeća na Kerbera. Veza između Sotone i Posejdona možda je ubačena kad Everett spominje kako Sotona nosi "velike vile za sijeno" (trozubac); obje figure često se prikazuju s tim "rekvizitom".
- Opsada putnika u Hogwallopovom štaglju dijeli sličnosti s Odisejevom opasnom avanturom između sa Skilom i Haribdom kad Everett počne bespomoćno vikati "Kvragu! U škripcu smo!" Ovo može biti i paralela s Odisejevom pogibelji u Polifemovoj špilji.
- U jednom trenutku George Nelson počne pucati po stadu stoke. Odisej i njegovi suputnici poklali su krave boga sunca Helija. Odisej upozorava svoje ljude da ne kolju sveto govedo. Delmar upozorava Nelsona, "Oh, George, ne stoku!" Nadalje, u Odiseji, Odisejev brod pogađa munja - ubivši sve osim njega. U filmu, George biva osuđen na električnu stolicu. Tijekom parade prije smaknuća, netko iza rulje vodeći kravu počne vikati "Ubojica krava!!!"

#### Usporedbe s podzemljem
- Scena u kazalištu, kad Pete pokuša upozoriti Everetta i Delmara, slična je Odisejevom spuštanju u podzemni svijet, Had. Delmar, vjerujući da je Pete umro, zamijeni ga (pa tako i ostali u kazalištu) za duha. U ovoj sceni Pete predstavlja Tirezija u podzemlju.
- Nakon što je Everett pretukao Waldripa, Everett upozori Delmara na nevjernost žena. Zanimljiva je usporedba s Agamemnonom, kojeg je žena prevarila, a ubio ga je njezin novi muž, koji upozorava Odiseja da ne vjeruje ženama.

### Raznolike sličnosti
- Dijalog u sceni između Everetta i njegovih kćeriju potvrđuje utjecaj antike. Koristeći latinske izraze, jedna od djevojčica kaže da je Waldrip bona fide, a Everett odvraća da je on pater familias. Djevojčice koriste i izraz "prosac", bar dvaput.
- U sceni gdje trojac i George Nelson sjede oko vatre nakon pljačke u Itta Beni, u pozadini stoje grčki stupci. (Stupci su vjerojatno Windsorske ruševine, smještene izvan Port Gibsona u Mississippiju).
- Everett se vraća i kako bi spriječio brak i borio se s Vernonom, baš kao što i Odisej dolazi ubiti prosce. Everett, međutim, biva teško pretučen od strane Vernona.

## Druge aluzije
Originalni naslov filma je referenca na film Prestona Sturgesa iz 1941., Sullivanova putovanja, u kojem protagonist (redatelj) želi režirati film o Velikoj depresiji nazvan O Brother, Where Art Thou koji će biti "komentar na moderne uvjete života, sirovog realizma, problema s kojima se suočava obični čovjek." Kako mu nedostaje iskustva na tom području, redatelj odlazi na putovanje kako iskusio ljudsku patnju, ali ga sabotira uznemireni studio. Film je po ugođaju sličan Sturgesovu filmu, uključujući scene sa zatvorenicima i crnačkim crkvenim zborom.
Šerif koji progoni Everetta, Petea i Delmara nosi posebne sunčane naočale, čak i po noći; sličan je šerifu iz Hladnokrvnog kažnjenika.
Scena u kojoj se Everett, Pete i Delmar ušuljaju na skup Ku Klux Klana kako bi spasili Tommyja podsjeća na scenu iz Čarobnjaka iz Oza u kojem Limeni čovjek, Strašljivi Lav i Strašilo stižu u dvorac Zle vještice od Zapada te se moraju infiltrirati u Winkie vojsku kako bi ušli u dvorac i spasili Dorothy. Članovi KKK-a marširaju u istoj formaciji kao Winkieji i uzvikuju jednolično "oh-we-oh", dok se Everett, Pete i Delmar infiltriraju u grupu na isti način kao u sceni iz Čarobnjaka iz Oza, točnije izbacivši tri člana formacije, onesvijestivši ih i uzevši im uniforme. Govor Pappyja O'Daniela u kojem daje pomilovanje trojcu sadrži nekoliko aluzija na Čarobnjakov oproštajni govor od Oza.

## Reference u popularnoj kulturi
- Jedna epizoda animirane serije Baby Looney Toones Cartoon Networka naslovljena je "O Brother, Warehouse Art Thou?"
- Jedna epizoda Stažista naslovljena je "My Brother, Where Art Thou?"
- Južnjački reper Bubba Sparxxx u svojem spotu za Deliverance parodira film kroz njegove najvažnije dijelove.
- Epizoda kviza Jeopardy! od 1. ožujka 2007. imala je tri kategorije u Double Jeopardy! krugu nazvane "O" (svaki točni odgovor počinje s "O"), BROTHER (o slavnim braćama) i WHERE ART THOU? (o biblijskom zemljopisu).

## Vanjske poveznice
- Tko je ovdje lud? u internetskoj bazi filmova IMDb-a
- Tko je ovdje lud? na Rotten Tomatoes
- Tko je ovdje lud? na Box Office Mojo
- Coenesque: Filmovi braće Coen  Arhivirana inačica izvorne stranice od 19. studenoga 2003. (Wayback Machine)